# Abigail Lane
Abigail Lane (Penzance, Cornwall; 1967) é uma artista inglesa que trabalha com fotografia, fundição de cera, impressão e som. Lane foi um dos expositores da exposição Freeze, dirigida por Damien Hirst, em 1988 - uma mostra mista de arte que foi significativa no desenvolvimento do cenário artístico YBA que se tornaria posteriormente.

## Vida e trabalho
Lane estudou no Bristol Polytechnic and Goldsmiths College, University of London. O trabalho de Lanes tenta resolver a ausência de um artista ou "pessoa desaparecida". Ela usa pistas e fotografias como um traço ou evidência de seu trabalho, convidando o público a montar uma narrativa ou evento que aconteceu. O trabalho de Abigail Lane apresenta um assunto perturbador que cria um efeito atraente, Tracey Emin afirma, "Abigail poderia mostrar o conteúdo de sua geladeira e seria fantástico".
Lane expôs no Freeze com curadoria de Damien Hirst em 1988, com outros, incluindo Gary Hume RA, Sarah Lucas e Fiona Rae RA. Karsten Schubert deu a ela o primeiro show solo em 1992. Um de seus programas mais conhecidos foi 'Skin of Teeth' apresentado no The Institute of Contemporary Arts em 1995. Lane fez uma exposição individual no Museu Bonnefanten em Maastricht em 1996.[carece de fontes?]
Em outubro de 2003, com seus dois amigos Bob Pain e Brigitte Stepputtis, Lane lançou uma empresa de design em 2003 de seu estúdio baseado em Londres chamado "Showroom Dummies". "Showroom Dummies" incluía uma coleção de almofadas, azulejos, tecidos, cobertores, uniformes e revestimentos de parede que Lane descreveu como 'coisas que eu gostaria de ter em minha própria casa".